# Избеглице ратова у Ираку
Избеглице из Ирака су ирачки држављани који су побегли из Ирака због рата или прогона. Током протеклих 30 година, све је већи број избеглица које беже из Ирака и насељавају се широм света, а врхунац је недавно био последњи рат у Ираку. Подстакнут низом сукоба, укључујући курдске побуне током иранско-ирачког рата (1980. до 1988.), ирачку инвазију на Кувајт (1990.) и Заливски рат (1991.), накнадне санкције против Ирака, и кулминирајући насиљем током и након инвазије и окупације Ирака коју предводе Американци, милиони су били присиљени због несигурности да напусте своје домове у Ираку. Као и већина избеглица широм света, ирачке избеглице су се населиле у урбаним срединама у другим земљама, а не у избегличким камповима. Процењује се да је у априлу 2007. било преко четири милиона ирачких избеглица широм света, укључујући 1,9 милиона у Ираку, 2 милиона у суседним земљама Блиског истока и око 200.000 у земљама ван Блиског истока. Високи комесар Уједињених нација за избеглице (УНХЦР) предводио је хуманитарне напоре за ирачке избеглице. Расељено расељење Ирака од неколико милиона било је највеће на Блиском истоку у то време, а било је чак и веће од броја Палестинаца који су расељени 1948. током стварања државе Израел.

## Разлози избеглиштва

### Рат у Персијском заливу
Дана 2. августа 1990. Ирак је извршио инвазију на Кувајт. Заливски рат који је уследио 1991. произвео је скоро три милиона избеглица, од којих су многе из Ирака. Скоро сви су напустили Ирак и Кувајт пре почетка рата или након што је Пустињска олуја завршена. Највеће групе биле су Курди и Шиити који су бежали од Садама Хусеина након неуспелог устанка, као и Палестинци. Палестинци су били друга највећа група коју је рат искоријенио, а 300.000 их је пресељено у Јордан. Ирачких арапских избеглица је био мањи број, свега око 37.000, углавном шиита који су се преселили у Саудијску Арабију. Око 100.000 Ирачана је побегло у Јордан и Сирију.
Шиити чине 55% ирачког становништва, али су сунитски Арапи искључени из владе. Постојала је побуна шиита у марту 1991. Садам Хусеин је средином марта повратио контролу над шиитима који су доминирали на југу, а његов рођак Али Хасан Маџид је спроводио јавна погубљења, бомбардовао градске центре и уништавао куће и џамије. 200.000 људи умрло је на југу између марта и септембра 1991. од насиља. Године 2003. у Ирану је било 530.000 ирачких избеглица, углавном Арапа шиита.
1,85 милиона Курда побегло је на границе Турске и Ирана. За разлику од шиита, Курди су имали признато политичко вођство — Патриотску унију Курдистана (ПУК) и Курдистанску демократску партију (КДП) које су преузеле контролу над северним Ираком. Као резултат овог формалног политичког вођства, револуција на курдском северу била је много мање насилна него на шиитском југу, и произвела је релативно мало избеглица и интерно расељених лица (ИРЛ).
Крајем марта 1991. Бушова администрација дала је ирачкој влади дозволу да користи хеликоптере против Курда. Они су коришћени за терорисање курдског становништва. Око 450.000 Курда побегло је у планине које се граниче са Турском и Ираном, а Хусеинова влада је до 3. априла 1991. поново преузела контролу над главним курдским градовима . Турска је одбила да допусти Курдима улазак у земљу, али је медијска пажња привукла велику пажњу избегличкој популацији. Курди на иранској граници били су изолованији и добили су мање медијске пажње, али је Иран прихватио неке групе избеглица и физички услови су били мање тешки него на турској граници.
Као одговор на ову хуманитарну кризу, 8. априла 1991. УН су се сложиле да успоставе сигурно уточиште у северном Ираку. У том циљу, два дана касније САД и њени савезници успоставили су северну зону забране летова. Ово је било у вези са веома успешном британском иницијативом Оператион Провиде Цомфорт.
Као одговор на хуманитарну кризу, САД су покушале да стационирају ненаоружане хуманитарне раднике у северном Ираку, али су Курди одбили да се врате. САД, Велика Британија, Француска, Холандија и Турска су тада створиле сигурну зону између градова Амадија, Дихок и Закхо и искључиле ирачку војску и полицију из тог подручја. У близини Закха, америчка војска је изградила шаторски град за држање избеглица, али није био у великој мери коришћен. Курди су се на крају преселили у безбедну зону.
Дана 15. фебруара 1991. председник Џорџ Х.В. Буш позвао је ирачки народ да свргне Садама Хусеина, што се догодило тек 2003. године под управом његовог сина, председника Џорџа В. Буша, и подстакао недавни рат у Ираку.

### Рат у Ираку (2003–2011) и грађански рат (2006–2008)
Број избеглица из Ирака се повећао од инвазије на Ирак предвођене САД у марту 2003. Након што је Садам Хусеин пао 2003. године, преко 30.000 избеглица вратило се кући у року од две године. Али до 2006. поново су бежали због секташког насиља које је кулминирало бомбашким нападом на џамију ал-Аскари у фебруару 2006. Америчка окупација и етнички сукоб међу Ирачанима окончали су мањинску сунитску управу и омогућили шиитској већини да поврати контролу, што је забринуло ирачке сунитске суседе, укључујући Саудијску Арабију. Терористичке организације попут Ал Каиде искористиле су хаос и насиље да успоставе присуство у Ираку.
До 16. фебруара 2007. године, Антонио Гутерес, Високи комесар Уједињених нација за избеглице, рекао је да је број спољних избеглица које су бежале од рата достигао 2 милиона и да се у Ираку процењује да има 1,7 милиона интерно расељених лица. Промет избеглица из земље је повећан од заоштравања грађанског рата.
Чак 110.000 Ирачана могло би бити на мети као колаборационисти због њиховог рада за коалиционе снаге. Чланак од 25. маја 2007. наводи да је у протеклих седам месеци само 69 људи из Ирака добило статус избеглице у Сједињеним Државама. Верује се да је око 40 одсто ирачке средње класе побегло. Већина бежи од систематског прогона и нема жељу да се врати.

## Интерно расељени Ирачани
Такође постоји значајан број интерно расељених лица (ИРЛ) у Ираку. Од априла 2017. Међународна организација за миграције процијенила је да је у земљи расељено око 3 милиона Ирачана. Недавни статистички подаци Високог комесаријата Уједињених нација за избеглице (УНХЦР) наводе да од 2019. године у Ираку има 2 милиона интерно расељених избеглица. Како се битка за преузимање подручја од ИСИС-а наставља, хиљаде Ирачана се расељава свакодневно. Многа интерно расељена лица се суочавају са тешким условима, а због сталне нестабилности и недостатка ресурса је мало вероватно да ће моћи да се врате кући у наредним месецима.
Крајем јула 2007. Координациони комитет НВО у Ираку (НЦЦИ) и Oxfam International објавили су извештај „Упон у хуманитарни изазов у Ираку “, у којем се наводи да је једној трећини становништва потребна помоћ. НЦЦИ је савез приближно 80 међународних невладиних организација и 200 ирачких НВО, формиран у Багдаду 2003. године. Извештај, заснован на истраживању цивилног становништва у земљи, открио је да 70 одсто ирачког становништва нема одговарајући приступ водоснабдевању. Само 20 одсто становништва има одговарајуће санитарне услове, а 30 одсто деце има неухрањеност. Око 92 одсто деце има проблема са учењем. Ове бројке представљају оштар пораст од 2003. Постоји потреба да се обратимо старијој популацији, популацији са инвалидитетом и породицама у неповољном положају кроз физичку, менталну и социјалну подршку како би им се помогло да се врате у Ирак када се рат заврши и услови стабилизују.

## Земље домаћини
Ирачке избеглице су углавном побегле у урбане центре широм региона, а не у избегличке кампове. Отприлике 2 милиона ирачких избеглица живи у земљама које су суседне Ираку , а 95% њих и даље живи на Блиском истоку – иако су друге нације у Европи почеле да прихватају ирачке избеглице. Избеглицама и њиховој деци је тешко да стекну правни статус у некој блискоисточној земљи јер се третирају као привремени „гости“, а не као „избеглице“. Тренутне регионалне земље домаћини укључују Сирију, Јордан, Египат, Либан, Кувајт, Иран, мали број у Ираку, земљама Залива и Турској. Конвенцију УНХЦР-а о избеглицама потписали су само Египат и Турска, и то уз велика ограничења и ограничену ефективну заштиту.

### Израел
Након Фархуда из 1941. године, многе јеврејске избеглице су тражиле начине да избегну насиље у Краљевини Ираку, која је постала независна држава 1932. године. Након независности Израела 1948. године, постало је илегално да Ирачани емигрирају у Израел. У периоду 1951-1952, израелска влада је тајно организовала операцију Езра и Немија, током које је спасена скоро цела јеврејска заједница, која је првобитно смештена у привремене избегличке кампове у Израелу.

### Јордан
Предратни односи Јордана и Ирака били су позитивни, посебно економски. До 2009. Јордан је примио око 700.000 ирачких избеглица од почетка рата, што је висок проценат за земљу од само 6 милиона. До краја 2005. Ирачанима је било дозвољено да уђу у Јордан и могли су да се региструју као гости на 3–6 месеци без дозволе за рад. Обнова је постала тежа након 2005. године када су ирачки терористи повезани са Ал Каидом бомбардовали хотел у Јордану, а број нерегистрованих Ирачана се повећао. Јордан је 2006. искључио самце и дечаке између 17 и 35 година од уласка, а затим је захтевао да сви Ирачани покажу новоиздате пасоше. У фебруару 2008, јорданска влада је почела да захтева од ирачких избеглица да поднесу захтев за јорданску визу у Ираку, а не на јорданској граници. Само Ирачани који су могли да инвестирају у јорданске послове или који су запослени у областима од националног интереса могли су да добију дугорочни статус и добију годишње дозволе боравка, траже запослење у одређеним областима, шаљу своју децу у школе и приступе јавним услугама.
У главном граду Јордана, Аману, становништво криви Ирачане за повећање трошкова становања и инфлацију. Здравствене установе су бесплатне у Јордану без обзира на правни статус, али установе у ирачким четвртима су преоптерећене и многи Ирачани се плаше да ће бити идентификовани као недокументовани. Поред тога, водна инфраструктура у Јордану је неадекватна да подржи велики прилив избеглица. Међународни апел УНХЦР-УНИЦЕФ-а да се подржи образовање ирачке деце у Јордану, Сирији, Египту и Либану даће Јордану 80 милиона долара да прими 50.000 ирачке деце у државне школе. Већина избеглица у Јордану немају правни статус и остају скривене због страха од депортације, што отежава напоре у пружању помоћи.

### Сирија
Сирија је историјски нудила помоћ ирачким избеглицама. Почетком 2007. УНХЦР је проценио да је број ирачких избеглица у Сирији био преко 1,2 милиона. 80–90% ирачке избегличке популације живи у главном граду Дамаску. Разлог за његову велику избегличку популацију може се приписати не само географији. Сирија је до 2007. водила политику отворених врата Ирачанима који беже из ратом разорене земље.
Многи Ирачани у Сирији живе у сиромаштву, а процењује се да је око 50.000 ирачких девојака и жена, од којих су многе удовице, приморане на проституцију само да би преживеле. Према УНХЦР-у, око 27 одсто ирачких избегличких породица у Сирији је без храниоца.
На почетку недавног рата у Ираку, Ирачани у Сирији су били политички угрожена партија БААС, укључујући присталице Хусеинове владе. Али након што су борбе почеле у Фалуџи 2004. године, шиити су били главни нови уласци у Сирију. Пре увођења ограничења, Ирачани који траже уточиште у Сирији добили су тромесечне визе или дозволе са могућношћу продужења. Међутим, избеглице немају право да раде, али већина их ипак има због слабе примене сиријске владе. Мало је било санкција за оне који прекораче и не продуже.
Броји преко 1,2 милиона, ирачке избеглице чине велики део сиријске популације од 18 милиона. Ово је изазвало повећање трошкова живота и изазвало оптерећење инфраструктуре. Речено је да су извори попут нафте, топлоте, воде и струје постали све ређи како је потражња расла. Заменик министра спољних послова Сирије изјавио је да је цена хране порасла за 30%, цене некретнина за 40%, а закупнине за 150%. Потрошња воде је порасла за 21%, што је 2006. коштало сиријску владу око 6,8 милиона америчких долара . Ирачко становништво је такође оптерећивало тржиште рада: незапосленост у Сирији износила је 18% 2006. Избеглице оптерећују здравствене услуге (које су бесплатне у Сирији), а Сирија је доживела пренатрпаност јавних школа. Сирија је 2005. и 2006. године користила 162 милиона долара да понуди помоћ ирачким избеглицама у земљи.
Сирија је некада одржавала отворену границу за арапске мигранте и давала је ирачким избеглицама право на сиријску здравствену заштиту и школе. Сиријска влада је прихватила Ирачане као избеглице са приоритетом. Међутим, 1. октобра 2007. новинске агенције су известиле да је Сирија поново увела ограничења за ирачке избеглице, како је изјавио портпарол Високог комесаријата Уједињених нација за избеглице. Према новим правилима Сирије, само ирачки трговци, бизнисмени и универзитетски професори са визама добијеним у сиријским амбасадама могу да уђу у Сирију.

#### Избеглице беже из сиријског грађанског рата и циљаних егзекуција
Током 2012–13., како се сиријски грађански рат интензивирао, многе ирачке избеглице су побегле од растућег насиља. Мање од 200.000 Ирачана остало је у Сирији 2012. године, према канцеларији ирачког амбасадора у Дамаску. Многим Ирачанима је помогло да се врате у Ирак обезбеђивањем бесплатних летова и аутобуских карата, које је платила ирачка влада. Десетине хиљада ирачких породица отпутовале су у своју првобитну земљу, иако је Ирак сам по себи нестабилан, а секташки бомбашки напади се тамо дешавају скоро свакодневно.
Већина Ирачана који су бежали из Сирије 2012. били су шиити према портпаролу ирачког Министарства за расељавање и миграције. Агенција УН за избеглице саопштила је да Ирачани у углавном шиитском предграђу Дамаска Саједа Зејнаб беже не само од све већег насиља, већ и од „циљаних претњи“ против њих. У јулу 2012. почеле су најинтензивније борбе у сиријском сукобу који је трајао 17 месеци. Побуњеници су заузели читаве квартове сиријске престонице, а владине снаге су жестоко одговориле. Усред борби, чини се да су побуњеници посебно циљали Ирачане. Према УН-у, седмочлана ирачка породица убијена је из ватреног оружја у свом стану у Дамаску. У јулу је пријављено да су 23 ирачке избеглице убијене, од којих су неки обезглављени, наводи Shiite Rights Watch са седиштем у Вашингтону. Напади одражавају секташку природу сиријског рата, у којем је опозиција углавном сунитске већине у земљи устала против владе сиријског председника Асада. Мотиви за нападе на ирачке избеглице су нејасни, али могу бити последица антагонизма према шиитима генерално, због њихове секташке повезаности са владом, или зато што се ирачка влада предвођена шиитима сматра да је на страни Асада. Иако је Багдад јавно обећао да се неће мешати у сиријски рат, скептици верују да он барем помаже Ирану да испоручи оружје и појачања Асадовој влади. У марту су САД позвале Багдад да пресече свој ваздушни простор за летове који из Ирана воде у Сирију, а ирачки премијер Нури ал Малики обећао је да ће обуздати шверц оружја преко својих граница у Сирију.

### Либан
Многи шиитски Ирачани који су 1990-их бежали од Садама Хусеина преселили су се у Либан. Чланак из 2007. у часопису Middle East Report известио је да је Либан угостио око 40.000 ирачких избеглица. Око 80% ирачких избеглица живи у главном граду Либана, Бејруту, за разлику од многих других блискоисточних земаља где су ирачке избеглице у потпуности концентрисане у урбаном центру. Либан је успоставио политику забране протеривања. Избеглице које живе у Либану не могу бити присилно депортоване ако ће им животи бити у опасности у њиховим матичним земљама. Као и у другим блискоисточним земљама домаћинима, ирачке избеглице у Либану суочавају се са негативним последицама незапослености и сиромаштва јер не могу да добију радне визе.

### Египат
Египат, који се не граничи са Ираком, постао је главна дестинација за ирачке избеглице 2006. Ирачке избеглице ушле су у Египат изузетно брзо. У Египту је 2003. било само 800 избеглица, али је до 2006. у Египту било скоро 150.000 Ирачана. Египат је 2007. године увео ограничења за улазак нових избеглица у земљу.

### Друге земље
Од 2006. Ирачани су водећа националност која тражи азил у индустријализованим земљама. Повећање тензија на Блиском истоку и третман ирачких избеглица као привремених гостију у арапским државама довели су до повећања удаљености путовања за ирачке тражиоце азила.
Шведска је забележила пораст избеглица из Ирака, посебно 2001-2002, 2006-2007 и 2015. Шведска је прихватила више од половине свих захтева за азил Ирачана у Европи. У 2006. години, близу 9.000 Ирачана је напустило своју земљу и дошло у Шведску тражећи склониште, што је четири пута више у односу на 2005. годину. Следеће године (2007) број ирачких тражилаца азила се удвостручио, достигавши више од 18.000. Процењује се да 146.400 Ирачана сада назива Шведску својим домом, а још 58.900 особа је рођено у Шведској и имају два родитеља Ирачана. Многи Ирачани су побегли у Шведску и током 90-их. Тренутне избеглице воле Шведску јер су тамо многи њихови рођаци и због великодушне политике према избеглицама.

## Пресељење у трећу земљу
У 2008. УНХЦР је преселио 17.800 ирачких избеглица у треће земље изван Блиског истока.

### Америка
Почетком фебруара 2007. Сједињене Државе и Уједињене нације развиле су план за пресељење неколико хиљада избеглица у Сједињене Државе. У почетном кораку, избеглице би поднеле захтев за статус подносиоца захтева. САД су имале за циљ да населе најмање 5.000 избеглица у САД до краја 2007. Кристел Јонс из Refugees International подржала је ове потезе у правцу пресељења, али је рекла да „бројеви остају мали у поређењу са потребама“. Чланак од 22. јула 2007. наводи да је 2007. само 133 од планираних 7000 ирачких избеглица било дозвољено у Сједињене Државе. О статусу избеглица, амерички сенатор Едвард М. Кенеди (Масачусетс) је рекао: „Проблем не можемо решити сами, али очигледно сносимо велику одговорност за кризу“.
Ирачке избеглице које желе да живе у Сједињеним Државама морају да се пријаве на амерички програм за пријем избеглица (УСРАП). УСРАП укључује и владине и невладине партнере за пресељење избеглица у Сједињене Државе. Биро за становништво, избеглице и миграције (ПРМ) америчког Стејт департмента има општу одговорност управљања УСРАП-ом. Министарство за унутрашњу безбедност (ДХС) и Служба за држављанство и имиграцију САД (УСЦИС) интервјуишу подносиоце захтева за избеглице и разматрају захтеве за избеглички статус. ПРМ координира са УНХЦР -ом за упућивање ирачких избеглица.
УСРАП, УНХЦР и ДХС дају приоритет избеглицама које су повезане са владом САД и верским мањинама. Ирачане могу упутити УНХЦР, америчка амбасада, неке невладине организације, америчка влада, амерички извођач радова, америчка медијска организација, чланови породице који испуњавају услове у САД и америчка војска. Службеници УСЦИС интервјуишу ирачке избеглице у Јордану, Египту, Турској, Либану и Ираку, а од марта 2011. нису могли да раде у Сирији . Подносиоци захтева за УСРАП морају да потпадају под правну дефиницију „избеглице“ Сједињених Држава, након што су „претрпели прогон у прошлости или [имају] основан страх од будућег прогона на основу расе, вере, националности, чланства у одређеној друштвеној групи, или политичко мишљење у његовој или њеној домовини“. Ирачани у САД могу да поднесу захтев за азил код УСЦИС-а ако не могу да се врате у Ирак јер су „прогоњени или страхују да ће бити прогањани због своје расе, вере, националности, чланства у одређеној друштвеној групи или политичког мишљења „. Од 2007. упућен је 203.321 ирачки држављанин, УСЦИС је интервјуисао 142.670 кандидата, одобрио пресељење за 119.202, а 84.902 је стигло у САД, мали део оних који желе да се пријаве. Избеглице у Америци се обично насељавају у малим градовима, а не у великим градовима, јер добијају подршку заједнице која им помаже да се сналазе у новом животу.

### Друге земље
Уједињене нације имају за циљ да региструју 135.000 до 200.000 како би утврдиле који су људи побегли од прогона и на тај начин би се квалификовали за статус избеглице.
До 2007. Аустралија је преселила скоро 6.000 ирачких избеглица.
Према пројекту Лист, који води Кирк В. Џонсон, „Пољска, која је на свом врхунцу имала приближно 2.500 војника, требало је да повуче своје снаге из Ирака до октобра 2008. Надовезујући се на успешан преседан који је поставила Данска и евентуални британски ваздушни транспорт, пољска влада је свим својим ирачким запосленима понудила или потпуно пресељење или једнократну исплату од 40.000 долара ако остану у Ираку.“ 

## Мањине

### Курди
Међу ирачким избеглицама у Немачкој, око 50 одсто су Курди. У Великој Британији, око 65-70% људи који потичу из Ирака су Курди, а 70% оних из Турске и 15% оних из Ирана су Курди.

### Хришћани
Сматра се да је можда чак пола милиона Асираца, Калдејаца и Јермена побегло од секташких борби у Ираку, а хришћани сносе највећи део анимозитета према „крсташком рату“ Сједињених Држава у Ираку. Већина је изабрала да оде у Сирију због културолошких сличности између две земље, сиријске политике отворених врата према Ирачанима и велике популације Асираца и других хришћана у земљи која можда укупно има чак 2 милиона. Велики прилив Ирачана могао би да преокрене демографску скалу у земљи са разноликом популацијом. Иако хришћани представљају мање од 5% укупне ирачке популације, они чине 40% избеглица које сада живе у оближњим земљама, према Високом комесаријату УН за избеглице. Само између октобра 2003. и марта 2005., 36% од 700.000 Ирачана који су побегли у Сирију били су Асирци и други хришћани, судећи по узорку оних који су се регистровали за азил на политичким или верским основама.

### Мандејци
Мандеји су древна етнорелигијска група у јужном Ираку. Они су последња гностичка секта на Блиском истоку. Сматра се да је у Ираку било око 40.000 Мандејаца пре инвазије коју предводе САД. Као немуслиманска група, злостављане су од стране секташких милиција. Велика већина Багдадских Мандејаца напустила је Багдад ; многи су побегли у Сирију, Јордан и друга места  док су заједнице Мандеја у јужном Ираку углавном безбедне. Организације мандејске дијаспоре наводно усмеравају све своје ресурсе на евакуацију свих преосталих Мандејаца у Ираку.

### Палестинци
Мала палестинска популација од око 38.000 такође је била суочена са притиском, а многи живе у насељу Багдади ал-Баладија.
Пошто је Сирија ускратила приступ, више од 350 Палестинаца остало је у „нехуманим условима“ на сиријској граници све док им коначно није дозвољен улазак у земљу. Они се суочавају са неизвеснијим условима јер већина Палестинаца нема ирачко држављанство и самим тим нема пасоше. УНХЦР је апеловао на Израел да дозволи пријем ове групе избеглица на окупиране територије Газе и Западне обале. Агенција је саопштила да су од земаља пресељења само Канада и Сирија одвеле Палестинце из Ирака у прошлости.

### Језиди
Заједница Језида је била погођена неколико аката насиља 2007. године. Дана 23. априла 2007. маскирани наоружани људи отели су и убили 23 Језида у близини Мосула. 14. августа 2007. Језиди су били мета у низу бомбашких напада који су постали најсмртоноснији самоубилачки напад од почетка рата у Ираку.

## Изазови
Ирачка избегличка популација суочава се са јединственим изазовима, посебно зато што се налази у урбаним центрима, а не у избегличким камповима. Приступ јавним услугама као што су здравствена заштита и образовање је веома ограничен за избеглице. Крајем 2007. године, мање од 40% деце ирачких избеглица похађало је школу. У многим земљама домаћинима образовање се нуди бесплатно свој деци, укључујући избеглице. Међутим, трошкови књига, униформи и недостатак јефтиног превоза спречавају многу ирачку децу избеглице да заиста похађају школу. Мало је доступних података о здравственом статусу ирачких избеглица, али ограничени извештаји указују на то да они пате од лошијег здравља од здравља њихових домаћина. Психолошка здравствена заштита је посебно кључна, али недостаје, јер многи Ирачани психички пате као резултат екстремног насиља. Тренутни недостатак здравствене заштите у великој је супротности са висококвалитетним и доступним здравственим услугама које су се нудиле у Ираку пре инвазије 2003. године.

## Међународна помоћ
У Женеви, у Швајцарској, 17. априла 2007. почела је међународна конференција о ирачкој избегличкој кризи. Међу присутнима су били представници Хуман Ригхтс Ватцх- а, амерички државни подсекретар Пола Добријански, представници Високог комесаријата Уједињених нација за избеглице и чланови 60 других невладиних организација. Светска здравствена организација започела је дводневну конференцију у Дамаску, у Сирији, 29. јула 2007. Конференција се бавила здравственим потребама више од два милиона избеглица из Ирака. Поред СЗО, на конференцији су учествовали и Међународни комитет Црвеног крста, Црвени полумесец и разне агенције УН.
УНХЦР, СЗО, УНИЦЕФ, УНФПА и ВФП су 18. септембра 2007. године упутили апел за 84,8 милиона долара за помоћ земљама домаћинима у испуњавању здравствених и прехрамбених потреба ирачких избеглица. Средства подржавају клинике, објекте, лекове и медицински материјал. Године 2007. Јордан, Сирија, Либан, Египат, Турска, агенције УН-а и невладине организације које помажу ирачким избеглицама добиле су око 60 милиона долара како би боље обезбедиле ирачку избегличку популацију. 27 милиона долара додељено је здравству као део заједничког позива УН за здравље. Од 2007. САД су обећале 18 милиона долара, а Европска унија 50 милиона евра за помоћ ирачким избеглицама.